# Chalcopsitta duivenbodei
Chalcopsitta duivenbodei là một loài chim trong họ Psittacidae.

## Hình ảnh

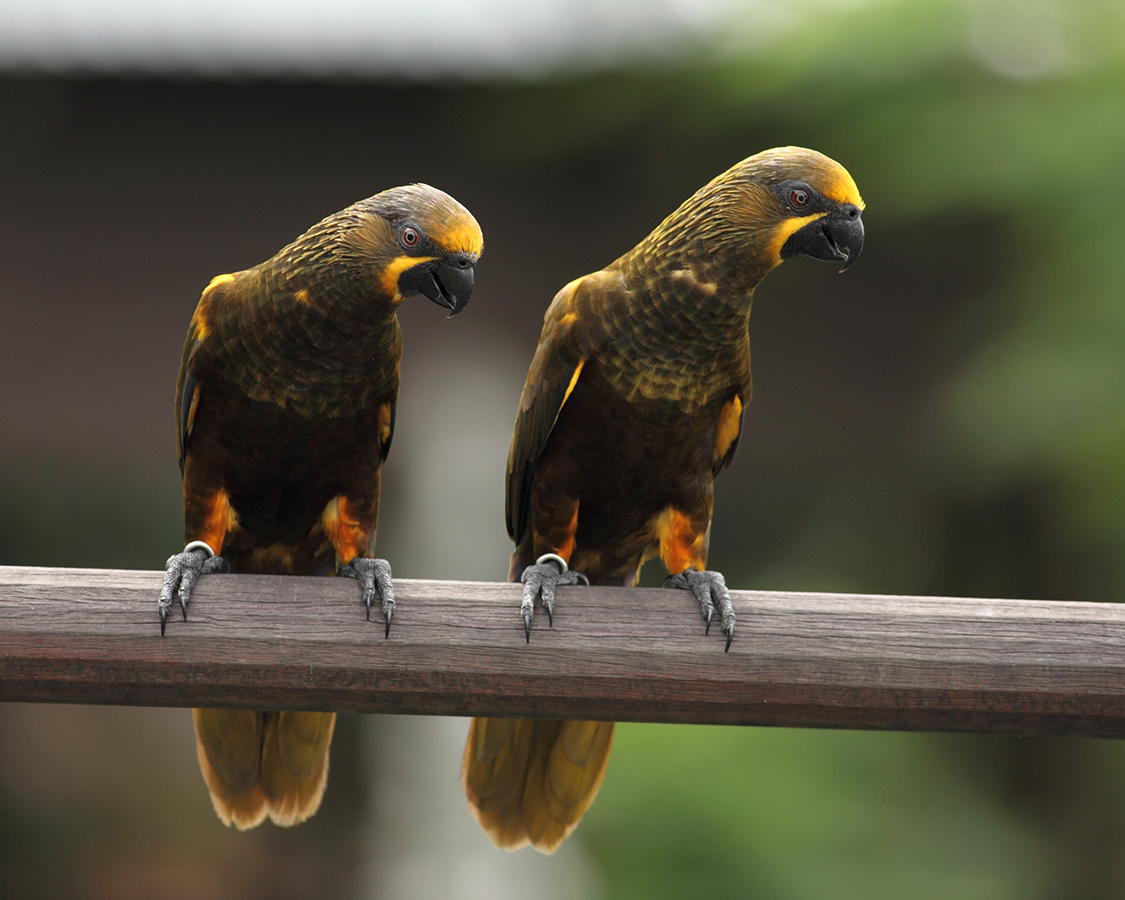
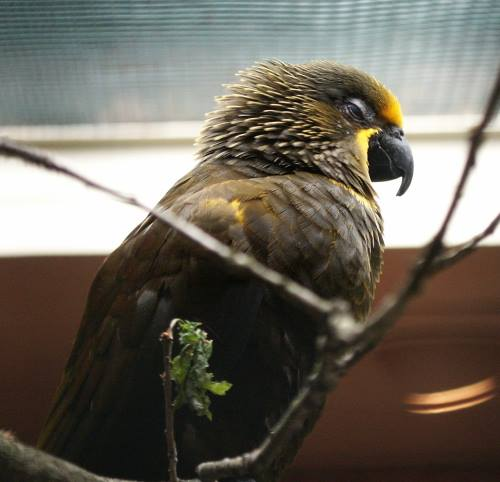
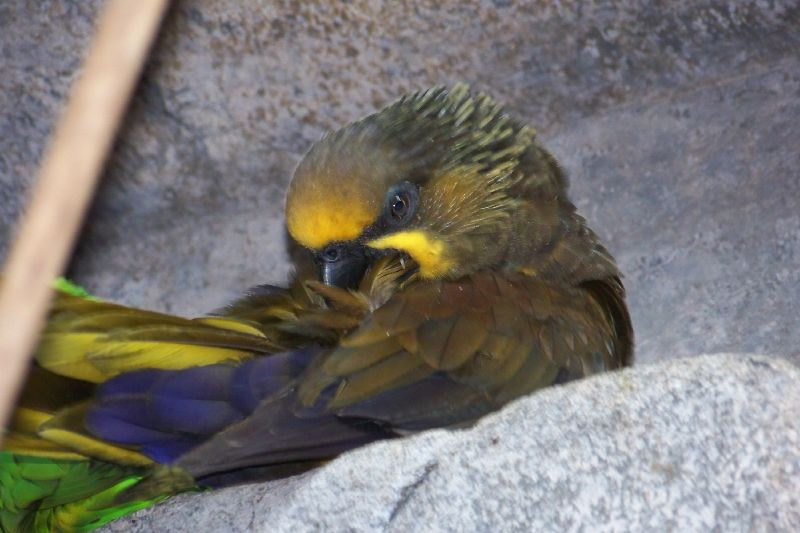